# Colt Express
Colt Express ist ein 2014 im Ludonaute-Verlag erschienenes Spiel von Christophe Raimbault, das 2015 die Kritikerpreise Spiel des Jahres und As d’Or erhielt. Thema des Spiels ist ein Zugüberfall im Wilden Westen. Statt auf einem Spielbrett wird in und auf einem dreidimensionalen Zug gespielt.

## Inhalt
Das „Spielbrett“ von Colt Express ist kein ebenes Brett, sondern ein dreidimensionaler Zug mit einer Lokomotive und Waggons, deren Anzahl von der Anzahl der Mitspieler abhängt. Die Reisenden dieses Zuges, die in dem Spiel nicht dargestellt werden, führen verschiedene Wertgegenstände (Geldsäcke und Rubine) mit sich. Ein Marschall mit Geldkoffer(n) begleitet den Zug. Die Spieler sind Banditen, die den Zug überfallen.
Zu Beginn des Spieles werden Spielplättchen, die die Wertgegenstände darstellen, auf die einzelnen Waggons verteilt. Jeder Spieler erhält einen Spielstein, der in einen Waggon gestellt wird. Ein Spielstein für den Marshall und ein Spielplättchen für den Geldkoffer werden in die Lokomotive gestellt. Außerdem erhält jeder Spieler eine Anzahl von Aktionskarten.
Die Banditen können sich von Waggon zu Waggon bewegen, aufs Dach springen, sich schlagen, aufeinander schießen und vor allem Wertgegenstände aufsammeln oder einander abnehmen. Es können aber immer nur die Aktionen durchgeführt werden, für die der Spieler eine Aktionskarte hat. Ziel ist es, die meisten Wertgegenstände zu erbeuten und der reichste Bandit zu werden. Extrapunkte (1000 $) gibt es für den, der die meisten Patronen verschossen hat.
Das Spiel verläuft in fünf Runden. Zu Beginn jeder Runde programmieren die Spieler abwechselnd mittels ihrer Aktionskarten ihre Spielzüge. Anschließend werden diese programmierten Aktionen der Reihe nach ausgeführt. Da jeder Spieler die Spielzüge seines „Raubzuges“ im Voraus planen muss und der Erfolg auch von den Aktionen der Mitspieler abhängt, die manchmal auch verdeckt gespielt werden, kommt es zu unerwarteten Wendungen.

## Erweiterungen
Für Colt Express sind die folgenden Erweiterungen erschienen:
- Postkutsche und Pferde
- Marshal und Gefangene
- Gepanzerter Zug & Wachposten
- 10 Jahre Jubiläumserweiterung

Darüber hinaus sollte im Oktober 2016 eine zusätzliche Erweiterung, namens Indianer und Kavallerie, erscheinen. Diese wurde jedoch bis heute (Stand: Oktober 2024) nicht veröffentlicht, dies ist auch nicht geplant. Erschienen sind jedoch auch mehrere Mini-Erweiterungen, wie neue Karten oder Dekorationen.